# Bob Forrest
Robert O'Neil Forrest (Los Angeles, 15 febbraio 1961) è un cantante statunitense leader nei Thelonious Monster.
Oltre alla sua carriera come cantante dei Thelonious Monster, Forrest è anche un consulente per la disintossicazione da droga, apparso al fianco del dottor Drew Pinsky nei reality show Celebrity Rehab e Sober House. Ha contribuito alla canzone "Moonshiner" per la colonna sonora del film Io non sono qui.

## Discografia

### Solista
- Modern Folk And Blues Wednesday (2006)
- Io non sono qui: Original Soundtrack (2007)